# Kompensationsprincippet
Kompensationsprincippet er inden for velfærdsøkonomi en beslutningsregel, der bruges til at vælge mellem flere alternative par af sociale stadier. Et eksempel på kompensationsprincippet er kriteriet om Pareto-optimalitet.
| Økonomi | Spire Denne artikel om økonomi er en spire som bør udbygges. Du er velkommen til at hjælpe Wikipedia ved at udvide den. |